# Progomphus nigellus
Progomphus nigellus är en trollsländeart som beskrevs av Belle 1990. Progomphus nigellus ingår i släktet Progomphus och familjen flodtrollsländor. IUCN kategoriserar arten globalt som otillräckligt studerad. Inga underarter finns listade i Catalogue of Life.